# Tropidomarga
Tropidomarga là một chi ốc biển thuộc họ Turbinidae. Trước đây, chi này được xếp vào họ Trochidae.

## Các loài
Các loài trong chi Tropidomarga gồm:
- Tropidomarga biangulata AWB Powell, 1951